# 大館市立比内中学校
大館市立比内中学校（おおだてしりつ ひないちゅうがっこう）は秋田県大館市にある市立中学校。

## 概要
校区は大館市立扇田小学校・大館市立西館小学校・大館市立東館小学校の学区である。これは旧比内町全域にあたり、北は米代川の左岸から、南は北秋田市境界（国道285号・秋田県道111号桂瀬笹館線沿線）、東は鹿角市境界（秋田県道22号比内大葛鹿角線沿線）までと広大である。

## 所在地
- 秋田県大館市比内町扇田字新館野中岱12

## 校訓
- 明朗
- 剛健
- 立志

## 沿革
- 1970年（昭和45年）
  - 4月 - 比内町の4校を統合し比内町立比内中学校発足[1]。
  - 5月1日 - 開校。
- 1971年（昭和46年）
  - 3月 - 校歌発表。
  - 11月 - 校旗完成。
- 1973年（昭和48年）4月 - 新校舎が完成し、実質上4校の統合が完了。
- 2005年（平成17年）6月20日 - 比内町が大館市に編入したことにともない、大館市立比内中学校となる。

## 周辺
- 大館市役所比内総合支所
- 道の駅ひない
- 達子森

## アクセス
- 最寄り駅 : JR東日本花輪線 扇田駅
- 国道285号から秋田県道22号比内大葛鹿角線経由、約600 m
- 路線バス : 秋北バス大谷線で「比内中入口」下車徒歩で数分